# Películas y TV
Películas y TV, anteriormente Xbox Vídeo y Zune Vídeo, es un servicio de vídeo digital desarrollado por Microsoft que ofrece películas en HD y programas de televisión disponibles para alquiler o compra en la Tienda de Vídeo. El servicio es disponible en Xbox 360, Xbox One, Windows 8, Windows 10, y posterior. y Windows Phone 8 y posterior. Películas y TV también es accesible desde la web.
Zune Video Marketplace fue lanzado en 2006, y fue reemplazado por Xbox Vídeo el 14 de octubre del 2012. Fue rebautizado como Películas y TV en 2015, el servicio de Microsoft compite directamente con las tiendas de video en línea similares como PlayStation Vídeo, Tienda de iTunes, Google Play Películas y Amazon Video.

## Historia

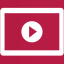
El emblema original de Xbox Vídeo.

Xbox Live Marketplace's la tienda de vídeo original fue reemplazada por Zune Marketplace el 15 de septiembre del 2009.
En el E3 2009, Microsoft anunció su servicio de vídeo en streaming en 1080p, que permite a los usuarios transmitir vídeo a través de una conexión a Internet. Esta tecnología es una parte clave de Xbox Vídeo para su vídeo servicio en streaming.
Con el anuncio de servicios de Xbox Music el cual reemplazaría al servicio de música de Zune Marketplace, la especulación surgió sobre «Xbox Vídeo», un servicio potencial que ofrecería películas y programas de televisión, debido a que el término «música» en el nombre del servicio dio la impresión de que Xbox Music sería estrictamente musical, esto excluía a las películas y programas de televisión.
Con el lanzamiento de Windows 10, Xbox Video aparece bajo el nombre de Films & TV en las aplicaciones, con las compras por el contenido combinado en la Microsoft Store en su conjunto como parte de la iniciativa aplicaciones universales de Microsoft.
Aun así el nombre y marca de Xbox Vídeo queda activo encima todas las plataformas anteriores y el sitio web oficial.
El 17 de septiembre, con una actualización de sistema para el Xbox 360, el nombre de la aplicación cambió para reflejar la marca nueva. En Xbox One la aplicación también había cambiado en una actualización anterior.

## Disponibilidad geográfica
| País           | Tienda de películas                       | Tienda de televisión                      |
| -------------- | ----------------------------------------- | ----------------------------------------- |
| Australia      | Sí                                        | Sí                                        |
| Austria        | Sí                                        | Sí                                        |
| Bélgica        | Sí                                        | No                                        |
| Brasil         | Sí                                        | Sí                                        |
| Canadá         | Sí                                        | Sí                                        |
| Dinamarca      | Sí                                        | Sí                                        |
| Finlandia      | Sí                                        | Sí                                        |
| Francia        | Sí                                        | Sí                                        |
| Alemania       | Sí                                        | Sí                                        |
| Irlanda        | Sí                                        | Sí                                        |
| Italia         | Sí                                        | Sí                                        |
| Japón          | Sí                                        | Sí                                        |
| México         | Sí                                        | Sí                                        |
| Países Bajos   | Sí                                        | Sí                                        |
| Nueva Zelanda  | Sí                                        | Sí                                        |
| Noruega        | Sí                                        | Sí                                        |
| España         | Sí                                        | Sí                                        |
| Suecia         | Sí                                        | Sí                                        |
| Suiza          | Sí                                        | Sí                                        |
| Reino Unido    | Sí                                        | Sí                                        |
| Estados Unidos | Sí                                        | Sí                                        |
| Colombia       | Sí                                        | Sí                                        |
| Ecuador        | Sí                                        | Sí                                        |
| Venezuela      | Sí                                        | Sí                                        |
| Argentina      | Sí (en versiones anteriores a Windows 11) | Sí (en versiones anteriores a Windows 11) |
| Chile          | Sí                                        | Sí                                        |
| Corea del Sur  | Sí                                        | Sí                                        |
| China          | Sí                                        | Sí                                        |